# National Telefilm Associates
National Telefilm Associates, Inc. (NTA) – amerykańska korporacja istniejąca w latach 1954–1986, zajmująca się dystrybucją filmową i telewizyjną. Jej założycielami byli Ely Landau oraz Oliver A. Unger, producent węgierskiego pochodzenia.

## Historia
W 1955 roku NTA przejęło prawa autorskie do filmu To wspaniałe życie.
Rok później firma wykupiła inną korporację dystrybucyjną – U.M.&M. T.V. Corp. – która była właścicielem wielu animacji z wytwórni Paramount Pictures, dzięki czemu otrzymała dostęp do wielu kreskówek z takich serii, jak np. Screen Songs, Noveltoons, Gabby, Betty Boop czy Mała Lulu, a także Puppetoons. W październiku tego samego roku wystartowała stacja telewizyjna NTA Film Network.
W 1959 NTA kupiło filmotekę NBC Films, dzięki czemu przejęło prawa do kilku seriali, m.in. Bonanza i Kimba, biały lew, a także Republic Pictures – wytwórnię niskobudżetowych filmów klasy B.
W latach 60. powstała dywizja NTA odpowiedzialna za dystrybucję filmową – Commonwealth United Entertainment, która z kolei otworzyła wytwórnię płytową Commonwealth United Records.
W 1983 roku firma kupiła wytwórnię Blackhawk Films i uruchomiła filię, zajmującą się dystrybucją filmów i seriali do użytku domowego – NTA Home Entertainment.
W 1986 roku firma przestała istnieć jako NTA i została przemianowana na Republic Pictures Corporation.